# Macrolobium taylorii
Macrolobium taylorii  es una especie  de leguminosa, familia Fabaceae.
Es endémica de Perú. Está amenazada por pérdida de hábitat.

## Fuente
- World Conservation Monitoring Centre 1998.  Macrolobium taylorii. 2006 IUCN Lista Roja de Especies Amenazadas; bajado 19 jul 2007